# Strömsbergs naturreservat
Strömsberg är ett naturreservat i Jönköpings kommun i Småland.
Området är skyddat sedan 1996 och är 236 hektar stort. Det är beläget strax sydöst om Jönköpings tätort vid Strömsbergs herrgård och består till stor del av lövskog och gammal hagmark.

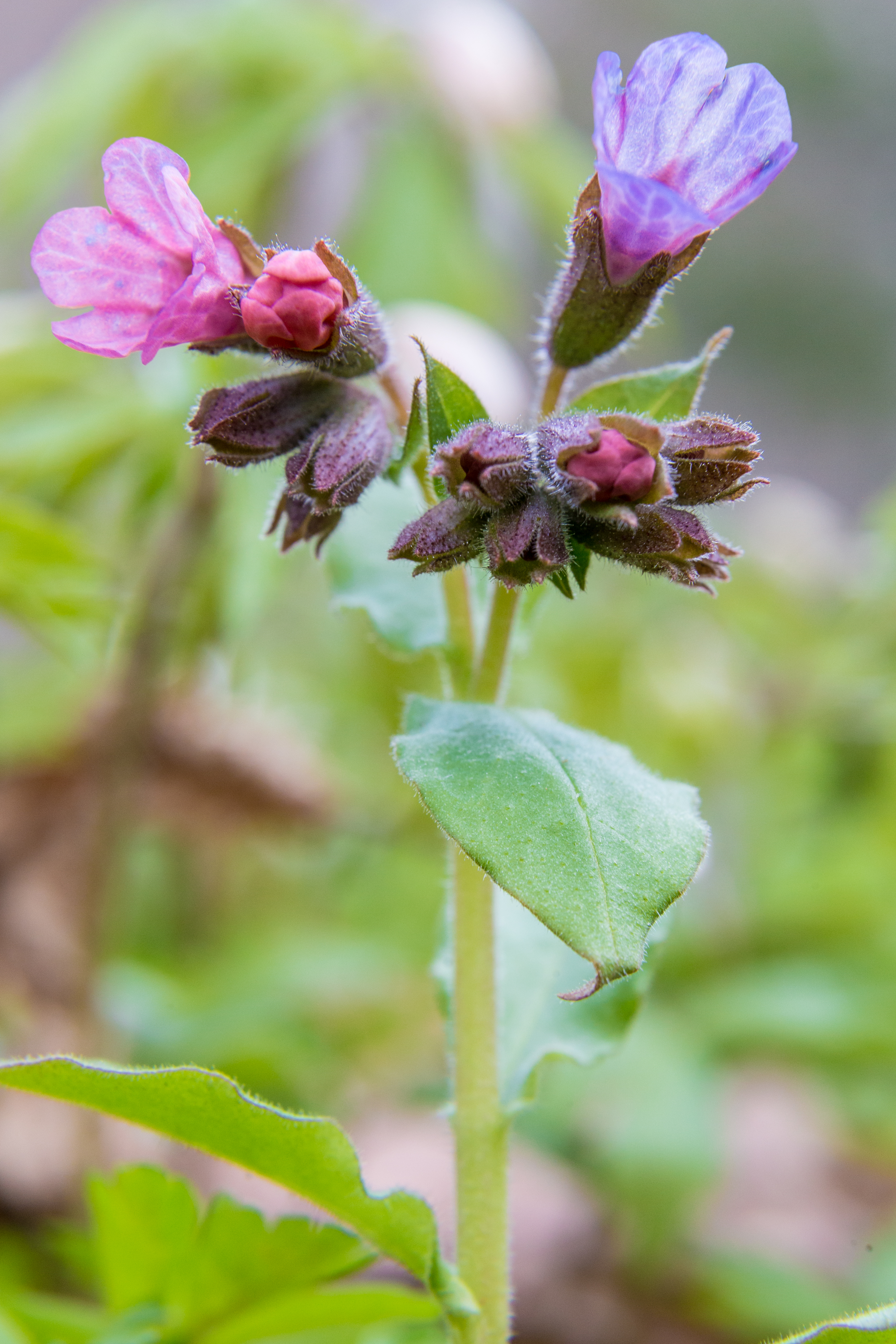
Lungört

I skogen finns nästan alla Sveriges lövträd representerade. Där växer alm, ask, lind, bok, poppel, gran, björk och ek. Från hagmarkstiden finns ett antal jätteträd, bland annat en stor lind och flera gamla ekar. I bäckravinerna finns rik växtlighet och skogen ger ett rikt fågelliv. Stigar och vandringsled, Södra Vätterleden, korsar området.  